# Johan Wohlert
Johan Wohlert (født Johan Haslund Wohlert, 10. marts 1976) er bassist i den danske musikgruppe Mew.
Wohlert forlod bandet i april 2006, men vendte tilbage i 2014.
Wohlert og Pernille Rosendahl udgav i 2008 et album, The Storm. Det blev ikke vel modtaget af de danske anmeldere.
Under den århusianske festival Northside afslørede Mew under deres koncert i 2014, at Johan igen er en del af bandet og optræder på deres næste album.

## Privat
Han er barnebarn af arkitekten Vilhelm Wohlert.
Han er storebror til tv-værten Ida Wohlert.
Han har en søn med Pernille Rosendahl.
Han blev i januar 2016 far til en datter, som han fik med fotomodel , læge og hjerteforsker Anastasia Maria Loupis  . På det tidspunkt var forholdet dog afsluttet.